# Daniel Fraser

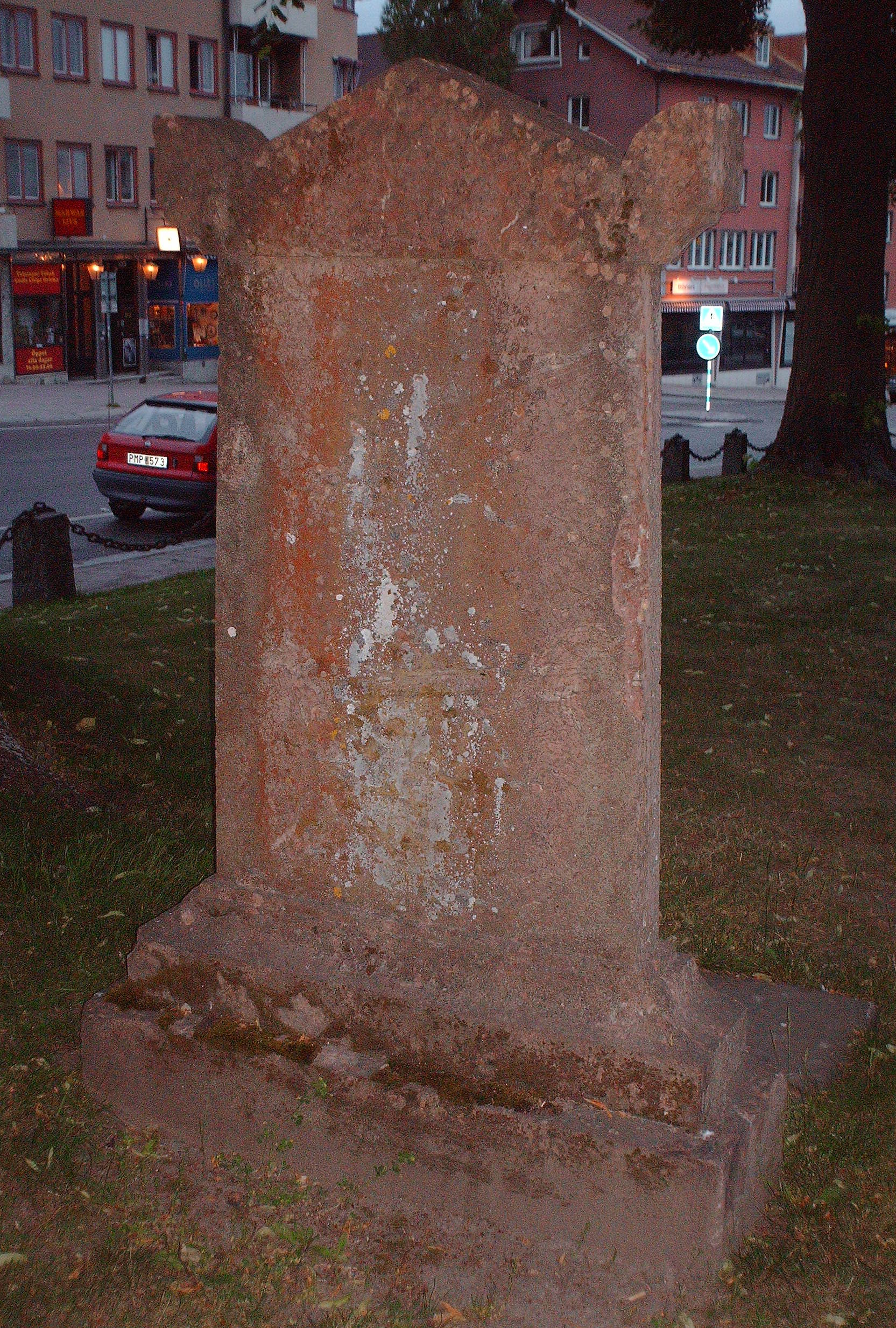
Framsidan av Daniel Frasers väderpinade gravsten vid Motala kyrka.

Daniel Fraser, född 5 november 1787 i Roxburgh, Skottland, död 30 december 1849 i Motala, var en brittisk företagsledare. 
Daniel Fraser utbildade sig till mekaniker i Bonchester 1805–1809 och var 1809–1822 anställd som konstruktör och maskinbyggare hos firman Bryen Donkin & Co. i London. 1822 träffade han Baltzar von Platen då denne var i London för att köpa ett ångmuddringsverk av Bryen Donkin & Co. för Göta kanal. Daniel Fraser fick uppdraget att följa med till Sverige och montera mudderverket på plats och valde därefter att stanna kvar i Sverige där han anställdes med att bygga upp AB Motala Verkstad. Baltzar von Platen skrev själv i ett brev till kronprins Oscar 1829 att hela verkstadens uppbyggnad letts av Fraser. Hans insatser gjorde att verkstaden 1840–1870 var Sveriges största och tekniskt mest framstående maskinverkstad.
Han pensionerades 1843 på grund av konflikter med verkstadsbolagets intressenter och bodde sedan på Charlottenborgs slott vid Motala ström fram till sin död. Daniel Frasers namn lever kvar i Motala via namnet på en gata samt hans grav, en minnessten på kyrkogården vid Motala kyrka samt att hans namn finns på en av stadens bussar. Han var gift med Agnes Storey. 
Föreställningen Mudderverket kretsar kring honom.